# 乙基黄原酸钾
乙基黄原酸钾是一种有机硫化合物，化学式为CH3CH2OCS2K。它与钠盐不同，钾盐以无水物的形式存在。

## 制备和性质
乙基黄原酸钾可以由二硫化碳和醇反应得到，醇钾由氢氧化钾的原位反应得到：
CH3CH2OH  +  CS2  +  KOH →  CH3CH2OCS2K  +  H2O
乙基黄原酸钾是浅黄色粉末，在高pH下相对稳定，但在pH <9（25 °C）时会迅速分解。它在酸中的分解方程式如下：
EtOCS2K + HCl → EtOH + CS2 + KCl

## 安全
乙基黄原酸钾的LD50为683 mg/kg（大鼠，口）。